# 卫伦
卫伦（?—?），五胡十六国后燕慕容盛的尚书右仆射。
永康元年（398年）七月廿一日，慕容盛平定兰汗之乱，实行大赦，改年号为建平。慕容盛不敢称皇帝登基，以长乐王的身份代理朝政，把王降称为“公”，任命东阳公慕容根为尚书左仆射，卫伦、阳璆、鲁恭、王腾为尚书，悦真为侍中，阳哲为中书监，张通为中领军。九月初六，慕容盛任命东阳公慕容根为尚书令，张通为左仆射，卫伦为右仆射。